# Avenija baobabov
Avenija baobabov ali Aleja baobabov je ugledna skupina Grandidierjevih baobabov (Adansonia grandidieri), ki obdajajo neasfaltirano cesto št. 8 med Morondavo in Belon'i Tsiribihino v regiji Menabe na zahodnem Madagaskarju. Osupljiva pokrajina privablja popotnike z vsega sveta, zaradi česar je ena najbolj obiskanih lokacij v regiji. Bila je središče lokalnih prizadevanj za ohranitev in julija 2007 mu je Ministrstvo za okolje, vodo in gozdarstvo podelilo status začasne zaščite – korak k temu, da postane prvi naravni spomenik na Madagaskarju.

## Opis
Vzdolž 260 m dolgega odseka ceste je nasad 20–25 baobabov Adansonia grandidieri. Dodatnih 25 ali več dreves te vrste raste na bližnjih riževih poljih in travnikih znotraj 4 ha zemlje. Drevesa, ki so endemična za Madagaskar, so visoka približno 30 m.
Drevesa baobaba, lokalno znana kot renala ali reniala (iz malgaškega reny ala »mati gozda«), so stara do 800 let. So dediščina gostih tropskih gozdov, ki so nekoč uspevali na Madagaskarju. Drevesa se prvotno niso osamljena dvigala nad mirno pokrajino grmičevja, ampak so stala v gostem gozdu. Z leti, ko je prebivalstvo v državi raslo, so bili gozdovi izkrčeni za kmetijstvo, tako da so ostala le drevesa baobaba, ki so jih domačini ohranili tako zaradi sebe kot zaradi njihove vrednosti kot vira hrane in gradbenega materiala.

### Ljubimca baobaba
Približno 7 km severozahodno sta Baobab Amoureux (Ljubimca baobaba), ki sta dve pomembni drevesi Adansonia za – prav tako endemična vrsta baobaba –, ki sta se med rastjo zvili drug k drugemu. Po legendi sta ta dva baobaba prišla in zrasla skozi stoletja. Baobabi so se znašli po nemogoči ljubezni med mladeničem in mladenko iz bližnje vasi. Oba mlada sta že imela določene partnerje in sta se morala poročiti ločeno v svoji vasi. Vendar je nemogoči par sanjal o skupnem življenju in otroku ter prosil za pomoč svojega boga. Oba baobaba sta se rodila in zdaj tam živita večno kot eden, kot si je par vedno želel.

## Stanje ohranjenosti
Območje je od julija 2015 naravni spomenik pod zaščito, vendar drevesa še vedno ogrožajo nadaljnje krčenje gozdov, odplake iz neoluščenih polj in gozdni požari.
Kljub svoji priljubljenosti kot turistična destinacija območje nima središča za obiskovalce ali vstopnine, lokalni prebivalci pa prejemajo malo dohodka od turizma. Fanamby, malgaška nevladna organizacija, je od leta 2014 začela projekt ekoturizma, namenjen ohranjanju območja in gospodarskemu izboljšanju lokalne skupnosti, leta 2018 pa je odprla infrastrukturo za pomoč pri promociji območja.

## Galerija
- Local people on the Avenue
- During sunset
- Panoramic view of the Avenue at sunset
- After sunset